# Криштоф Батори
Кри́штоф Ба́тори (венг. Báthory Kristóf, рум. Cristofor Báthory, пол. Krzysztof Batory; 1530 — 27 мая 1581) — князь Трансильвании, сын Иштвана IV, воеводы Трансильвании.

## Биография
Криштоф родился в Силадьшомьё, Трансильвания (сейчас Румыния) в 1530 году в семье Иштвана IV Батори, графа Темешвара, палатина Венгрии и воеводы Трансильвании, принадлежащего влиятельному трансильванскому роду Батори, и Каталины Телегди из Телегда. Всего в семье Иштвана и Каталины было 8 детей.
В 1571 году князем Трансильвании (Семиградья) был избран младший брат Криштофа — Стефан Батори. Но после того, как Стефан в 1575 году берёт в жены Анну Ягелонку и становится королём Польши, а спустя год члены элекционного сейма Великого княжества Литовского (ВКЛ) провозглашают Стефана Батори великим князем литовским, трансильванским князем становится Криштоф. Считается, что ещё будучи воеводой Трансильвании, во время отсутствия Стефана, Криштоф и так был практическим правителем Трансильвании.
Именно при Криштофе начался период экономического процветания и развития живописи и архитектуры. Если не считать нескольких перестроенных по последним требованиям европейской моды поместий и дворцов (см. Архитектура Возрождения), то в основном приглашенные мастера занимались фортификационными работами. Именно поэтому замки и крепости того периода стали своеобразными и весьма впечатляющими архитектурными памятниками эпохи и стилистики Ренессанса. Так в 1577 году благодаря Криштофу был значительно укреплён Хустский замок. Были построены отдельные фортификационные сооружения, а над внешними воротами было высечено: Hoc opus inssit fieri Magnificus dominus Christophorus Bathory de Somlyo, Vayvoda ransilvaniae, comes Sicolarum, anno Domini millesimo quingentesimo septnagesimo septimo (рус. Эти работы проведены по приказу Вельможного господина Криштофа Батори из Шомло, князя Трансильванского, графа секеев, лета господня 1577 года.).
Известно, что Криштоф покровительствовал иезуитам и поручил им воспитание своего сына Жигмонда, который уже при жизни отца был назначен преемником княжеского трона. После смерти Криштофа 27 мая 1581 года князем Трансильвании стал Жигмонд.
В 1581 году над надгробным памятником Криштофа Батори начал работать фламандский архитектор и скульптор Виллем ван ден Блокке (пол. Willem van den Blocke), который в 1584 году лично прибыл в Алба-Юлия, чтобы собрать и установить готовый памятник в местной церкви. однако, памятник до наших дней не сохранился, предположительно был уничтожен турками.

## Семья
Криштоф был женат на Эржебет (Елизавете) Бочкаи (ум. 15 февраля 1581 года), дочери Дьердя Бочкаи и Кисмаржи (не путать с печально известной Елизаветой (Эржебет) Батори, племянницей Криштофа и Стефана Батори). У Криштофа и Елизаветы было четверо детей:
- Миклош (1567 — 30 января 1576);
- Балтазар (ум. 19 мая 1577 года);
- Жигмонд (1572 — 27 марта 1613), князь Трансильвании после смерти отца;
- Гризельда (ум. 1590 году), с 12 июня 1583 года замужем за Яном Замойским (третья жена[8]), генеральным старостой Кракова и Великим коронным канцлером Польши.

Есть мнение, что у Криштофа и Елизаветы был ещё сын, рождённый в 1581 году, однако судьба его после смерти родителей (и не является ли попытка его рождения причиной смерти Елизаветы Бочкаи) — неизвестна.